# Champion (ciruela)
Champion Prune es una variedad cultivar de ciruelo (Prunus domestica), de las denominadas ciruelas europeas.
Una variedad de ciruela antigua, cuyo origen es como plántula de semilla de supuestamente la ciruela italiana 'Italian Prune' producida por Jesse Bullock, de Oswego, Oregón, alrededor de 1876. Las frutas tienen talla de tamaño mediano de forma ovalada ligeramente asimétrica, piel negro violáceo oscuro, con pruina espesa, violácea, y una pulpa color amarillo, jugosa, firme, dulce, sabor agradable.

## Historia
'Champion Prune' es una variedad antigua, originada como plántula de semilla de supuestamente la ciruela italiana 'Italian Prune' producida por Jesse Bullock, de Oswego, Oregón, alrededor de 1876, e introducida en los circuitos comerciales por el viverista C. E. Hoskins, de "Springbrook", Oregón.
'Champion Prune' se introdujo en los cultivos de ciruela de su época, con la expectativa de que fuera una fruta valiosa para procesarla como  ciruelas pasas. No han demostrado ser una buena ciruela para la elaboración de ciruelas pasas, ya que es demasiado jugosa y se evaporan aproximadamente tres cuartas partes de su volumen. Sin embargo, los ciricultores del occidente de Estados Unidos la han encontrado muy adecuada para el envío en fresco. Tiene un aspecto muy atractivo, es firme, sin hueso, dulce y agradable, y además de muy buena calidad. Las características de esta variedad son tales que difieren notablemente de la ciruela pasa italiana ('Italian Prune'), ya que esta produce semillas casi fieles, es muy dudoso que esta variedad sea una plántula pura a juzgar por las características de la fruta.
'Champion Prune' ha sido descrita por :Wickson Cal. Fruits 360. 1891. 2. Oregon Hort. Soc. Rpt. 147. 1893. 3. Am. Pom. Soc. Rpt. 150. 1895. 4. Oregon Sta. Bul. 45:30. 1897.

## Características
'Champion Prune' hace un árbol de tamaño y vigor medianos, de porte erguido, copa abierta, resistente, productivo, de producción temprana, susceptible a quemaduras solares; hojas plegadas hacia arriba; flores que aparecen después de las hojas, blancas con un tinte amarillento en el ápice de los pétalos; nacen en espolones laterales, individuales o en pares. Requiere suelo ligero y una posición soleada. Tiene un tiempo de floración que comienza a partir del 16 de abril con el 10% de floración, para el 20 de abril tiene una floración completa (80%), y para el 29 de abril tiene un 90% de caída de pétalos.
'Champion Prune' tiene fruto más temprano que la ciruela italiana ('Italian Prune'); de diámetro aproximadamente el mismo, redondeado, comprimido, mitades iguales; cavidad muy superficial, abrupta, angosta, regular; sutura superficial; ápice redondeado, con una ligera depresión en el punto del pistilo; color negro violáceo oscuro, con pruina espesa; puntos pequeños, rojizos, algo visibles, agrupados alrededor del ápice; pedúnculo bastante grueso, largo y recto, escasamente pubescente, separándose fácilmente del fruto; piel gruesa, dura, ácida, adherida pero poco; pulpa atractiva de color amarillo, jugosa, firme, dulce, sabor agradable.
Hueso semi libre, a veces ligera adherencia en las caras laterales, tamaño mediano, elíptico la cavidad más grande que el carozo, irregular-ovalada, la superficie distintivamente rugosa y picada; sutura ventral hinchada, bastante angosta, a menudo con un ala; sutura dorsal con un surco superficial, angosto e indistinto.
Su tiempo de recogida de cosecha se inicia en su maduración desde mediados de septiembre hasta principios de octubre.

## Usos
La ciruela 'Champion Prune' se comen crudas de fruta fresca en mesa, en macedonias de frutas, pero también en postres, repostería, como acompañamiento de carnes y platos. Se transforma en mermeladas, almíbar de frutas, compotas.

## Cultivo
Parcialmente autofértil, es una muy buena variedad polinizadora de ciruelos 'Mirabelle'.